# Tête d'or (pièce de théâtre)
Pour les articles homonymes, voir Tête d'or.
Tête d'or est une pièce de théâtre en trois parties de Paul Claudel.

## Thèmes
Simon Agnel sauve sa patrie attaquée par les armées ennemies, prend le nom de "Tête d'Or", s'empare du pouvoir, tue le vieux roi, chasse la princesse fille du roi, puis part à la conquête du monde, jusqu'au Caucase, où celle-ci s'est réfugiée.

## Versions
Une première version date de 1889. Mais c'est la seconde de 1894 qui est représentée. 

## Création
La pièce a été créée le 21 octobre 1959 à l'Odéon-Théâtre de France :
- Mise en scène : Jean-Louis Barrault
- Musique : Arthur Honegger
- Adaptation scénique : Pierre Boulez
- Décors et costumes : André Masson

## Adaptations au cinéma et à l'opéra
Elle a été adaptée en film en 2006 par le cinéaste Gilles Blanchard avec des acteurs non professionnels, détenus du Centre pénitentiaire de Ploemeur en Bretagne et l'actrice Béatrice Dalle. 
Cette pièce a été aussi adaptée en opéra par Henri Barraud, opéra créé le 21 avril 1985 au théâtre des Champs-Elysées avec Didier Henry, Nathalie Stutzmann, Claude Méloni, Philip Doghan, sous la direction de Manuel Rosenthal.

## Personnages
| - Tête d'or - Simon Agnel - Le Roi - Cébès - L'Empereur David - Cassius - les veilleurs - la Princesse - le messager - le tribun du peuple - l'opposant - le Suprême-Préfet | - le pédagogue - le Moyen-Homme - le frère du Roi - les officiers de l'État - le Maître des Commandements - les Capitaines - le déserteur - le porte-étendard - les acolytes - le centurion - le chirurgien - le Commandant |

## Mises en scène
- 1959 : Jean-Louis Barrault, Odéon-Théâtre de France avec entre autres comédiens Alain Cuny et Laurent Terzieff
- 1970 : Denis Llorca
- 1980 : Daniel Mesguich, Théâtre Gérard-Philipe
- 1982 : Raymond Hermantier, Dakar
- 1988 : Aurélien Recoing, Théâtre de l'Odéon
- 2001 : Claude Buchvald, Le Quartz, Théâtre des Bouffes du Nord, Théâtre de la Manufacture
- 2006 : Anne Delbée, Théâtre du Vieux-Colombier
- 2015 : Jean-Claude Fall, Théâtre de la Tempête[2]